# Oeneis aëllo
Oeneis aëllo är en fjärilsart som beskrevs av Jacob Hübner 1802. Oeneis aëllo ingår i släktet Oeneis och familjen praktfjärilar. Inga underarter finns listade i Catalogue of Life.